# 簡明勇
簡明勇（1941年—2021年），字昭義，桃園人，臺灣當代書法家，曾擔任國立臺灣師範大學文學院中國文學系教授，在師大服務達30餘年。
現任中國名人書畫研究院榮譽院長、兩岸和平文化藝術聯盟書法研究委員會主任委員、中華民國大專院校退休同仁協會理事長、第一屆世界簡姓宗親會總會主席。

## 簡歷
1969年於台灣國立臺灣師範大學研究所畢業後，即在校任教。2006年退休後再兼任教授5年，任教共30餘年。曾任國立師範大學學務長、教師會理事長等職，在校講授書法、詩詞等課程，著有律詩研究、杜甫七律研究、杜甫詩研究、中國歷代思想家-顧炎武等論著。
他亦於台灣師範大學部、台北市立杜教館教書法達20餘年。
1996年至1999年擔任中華民國書法教育學會理事長期。
2021年辭世。

## 榮譽
1986年，國際桂冠詩人協會世界詩人大會－詩歌吟唱比賽，評得第一，且會長余松博士親自頒發「特殊才藝獎證書」
1987年，行政院文化建設委員會頒發「優秀詩人獎」 
1990年，教育部頒發「詩教獎」 

## 展覽
個展
2011年，彩色書藝特展
2014年，北京炎黃藝術館個展

## 著作
2013年，彩色書藝：臺灣師大教授簡明勇書法輯(ISBN 9789574307791)